# 黒木彰一
黒木 彰一（くろき しょういち、1969年5月 - 2024年2月13日）は、日本のテレビプロデューサー。
存命時はフジテレビ編成制作局バラエティー制作センター部長職ゼネラルプロデューサー・チーフプロデューサーを務めた。

## 来歴・人物
京都府船井郡園部町出身。園部町立園部小学校、洛星中学校・高等学校、早稲田大学政治経済学部卒業。1994年にフジテレビ入社。
入社試験は当時フジテレビが実施していた一芸入試で受験し、面接ではギターの弾き語りをして合格したという。
入社後は第二制作部、編成制作局バラエティー制作センター（2016年6月28日付で制作局第2制作センターに改称。2017年7月1日付で現在の名称）に所属し、荒井昭博やきくち伸、坪田譲治の下で数々のバラエティ番組・音楽番組を担当してきた。
2003年頃からは、『SMAP×SMAP』の3代目のプロデューサーに就任。その後はチーフプロデューサー（CP）に昇格している。
スマスマ担当時にはバラエティー班だけでなく、ドラマ制作部や映画制作部やスポーツ部等との連絡を緊密に行い全社的な協力を取り付け、コメディアンだけではなく、大物俳優や世界的なアスリートの番組出演を実現させた。
2019年5月頃からは一部の番組でゼネラルプロデューサーを担当していた。
『SMAP×SMAP』のコントである「ダメ人間ですわ」の主人公・中山ひろまさは黒木をモデルにしたキャラクターである。
2024年2月13日、死去した。54歳没。2022年あたりから、闘病していたという。

## 担当番組

### チーフプロデューサー
レギュラー
- SMAP×SMAP（以前は演出 → プロデューサー）
- 忘文
- スナック喫茶エデン
- 女子高警察
- 僕らの音楽（2014年7月 - 最終回[8]）
- ミライ☆モンスター（初回 - 2014年10月26日）
- 水曜歌謡祭（板谷栄司・三浦淳CPと共同）
- 久保みねヒャダこじらせナイト デストピア編
- おじゃMAP!!
- 真夜中（濱野貴敏CPと共同）
- アオハル (青春) TV（特番時は太田一平CPと共同）
- キスマイBUSAIKU!?（2021.7〜2023.9→ 2018.4〜6までは制作統括 → CP → 2019.5.9〜2021.6まではGP、以前はCP）

特番
- FNS5000番組10万人総出演! がんばった大賞
- 草彅剛の女子アナスペシャル
- 中居正広の(生)スーパードラマフェスティバル
- タモリ・中居のドラマチック・リビングルーム
- SMAP GO!GO!
- FNSの日
  - FNS27時間テレビ 笑っていいとも! 真夏の超団結特大号!! 徹夜でがんばっちゃってもいいかな?
  - 武器はテレビ。SMAP×FNS27時間テレビ
- AKB48第5回選抜総選挙 生放送SP（2013年6月8日）[3][9]
- 中居のかけ算
- うれしたのし大好き2015〜ドリカムへの挑戦状〜
- FNSうたの夏まつり
- 中居正広のISORO
- Xmasスペシャル中居正広が結婚を考える夜。
- cygames THE MANZAI マスターズ（第4回）
- 初詣!爆笑ヒットパレード（2019年、近藤真広CPと共同）
- ツギクル芸人グランプリ（第2,3回、第1回はプロデューサー）
- 爆笑問題の天国が地獄（2019年12月27日）

### ゼネラルプロデューサー
特番
- 初対面トークショー!! 内村カレンの相席どうですか（第5回）

- さんタク（21回 - 23回、第1回はディレクター、第2 - 6回はプロデューサー、第20回までCP）
- 出川と爆問田中と岡村のスモール3（2021.12.25〜GP、2020年3月7日-2021年3月26日まではプロデューサー）
- ポップハライチ

### プロデューサー
レギュラー
- チョナン・カン
- インパクト!
- おすピー&ロンブーの起きなさいよッ!!
- AKB映像センター
- 超逆境クイズバトル!! 99人の壁（2019年8月3日・10月26日-2020年3月7日）
- 痛快TV スカッとジャパン
- だれかtoなかい

特番
- さんま・中居の今夜も眠れない（2011年 - 2012年）
- FNS26時間テレビ 国民的なおもしろさ!史上最大!! 真夏のクイズ祭り 26時間ぶっ通しスペシャル
- FNS27時間テレビ みんな なまか だっ! ウッキー!ハッピー!西遊記!
- SMAP PRESENTS ドラマの裏の本当のドラマ
- FNS歌謡祭 うたの夏まつり2011
- テレビを輝かせた100人
- FNS歌謡祭
  - FNS歌謡祭 秋（2021年）

### 制作プロデューサー
レギュラー
- ハッピーボーイズアワー爆笑おすピー問題!（演出兼任）

特番
- 最強運芸能人決定戦。

### 協力プロデュース
レギュラー
- ワンダフルライフ

### 協力プロデューサー
特番
- まだまだ日本はよふけ2008謹賀新年SP
- ENGEIグランドスラム（第11,12回はCP）

### アソシエイトプロデューサー
月一回
- ウケメン

### ディレクター・演出
レギュラー
- BACK-UP![10]
- ハッピーボーイズ!

特番
- FACTORY

### オブザーバーD（ディレクター）
- 夜の笑っていいとも!春・秋のドラマ特大号

### AD・AP
レギュラー
- 夢がMORI MORI[3]
- SMAPのがんばりましょう[3]
- LOVE LOVE あいしてる[3]
- V6の素[3]

### 監修
レギュラー
- ココリコミラクルタイプ（スーパーバイザー）
- 森田一義アワー 笑っていいとも!（以前はAP → 2007年9月までディレクター → オブザーバーD → CP）
  - 笑っていいとも!増刊号
  - 笑っていいとも!特大号
- もしもツアーズ

月一回
- 久保みねヒャダこじらせナイト（以前はCP、2019.8.16〜2023.9はGP）

## 関連人物
- SMAP
- 荒井昭博
- 石井浩二
- 鈴木おさむ
- 石原健次

同期入社
（※所属は2018年現在。）
- 渡辺琢（編成局制作センター第2制作室）
- 関口大輔（ワーナー ブラザース ジャパン、元編成局制作センター第1制作室）
- 鈴木文太郎（編成局広報センター広告宣伝部）
- 小中ももこ（編成局広報センター広報部）
- 佐野瑞樹（アナウンス室）
- 武田祐子（元アナウンス室、現フリー）
- 木佐彩子（元アナウンス室、現フリー）
- 富永美樹（元アナウンス室、現フリー）

## 黒木班
フジテレビの編成局制作センター第2制作室（2016年6月27日までは編成制作局、2017年6月30日までは制作局）では必ず何かの班に所属し、番組を作る。現在、黒木彰一が率いる「黒木班」は編成部・制作部の枠・垣根を超えて最大勢力を誇っている。
- 出口敬生（演出・チーフプロデューサー）- 現在、武田誠司班
- 木月洋介（演出・チーフプロデューサー）- 現在、編成局編成部、赤池洋文・矢崎裕明・堀川香奈班兼務
- 春名剛生（プロデューサー）- 現在、編成局編成部
- 上野貴央（チーフプロデューサー）- 太田一平・清水泰貴・矢崎裕明班他兼務
- 河本晃典（プロデューサー）- 現在、BSフジ編成局編成部